# Émile Hanse
Emile Jean Ghislain Hanse (Namur, 10 d'agost de 1892 - Uccle, 5 d'abril de 1981) fou un futbolista belga de la dècades de 1910 i 1920.
El 1920 va prendre part en els Jocs Olímpics d'Anvers, on guanyà la medalla d'or en la competició de futbol. El 1924, als Jocs de París, finalitzà en novena posició. Pel que fa a clubs, defensà els colors del Royale Union Saint-Gilloise. El 1913 i 1914 guanyà la Copa belga de futbol.
Amb la selecció nacional jugà 11 partits, en què no marcà cap gol.